# Retrovisor exterior

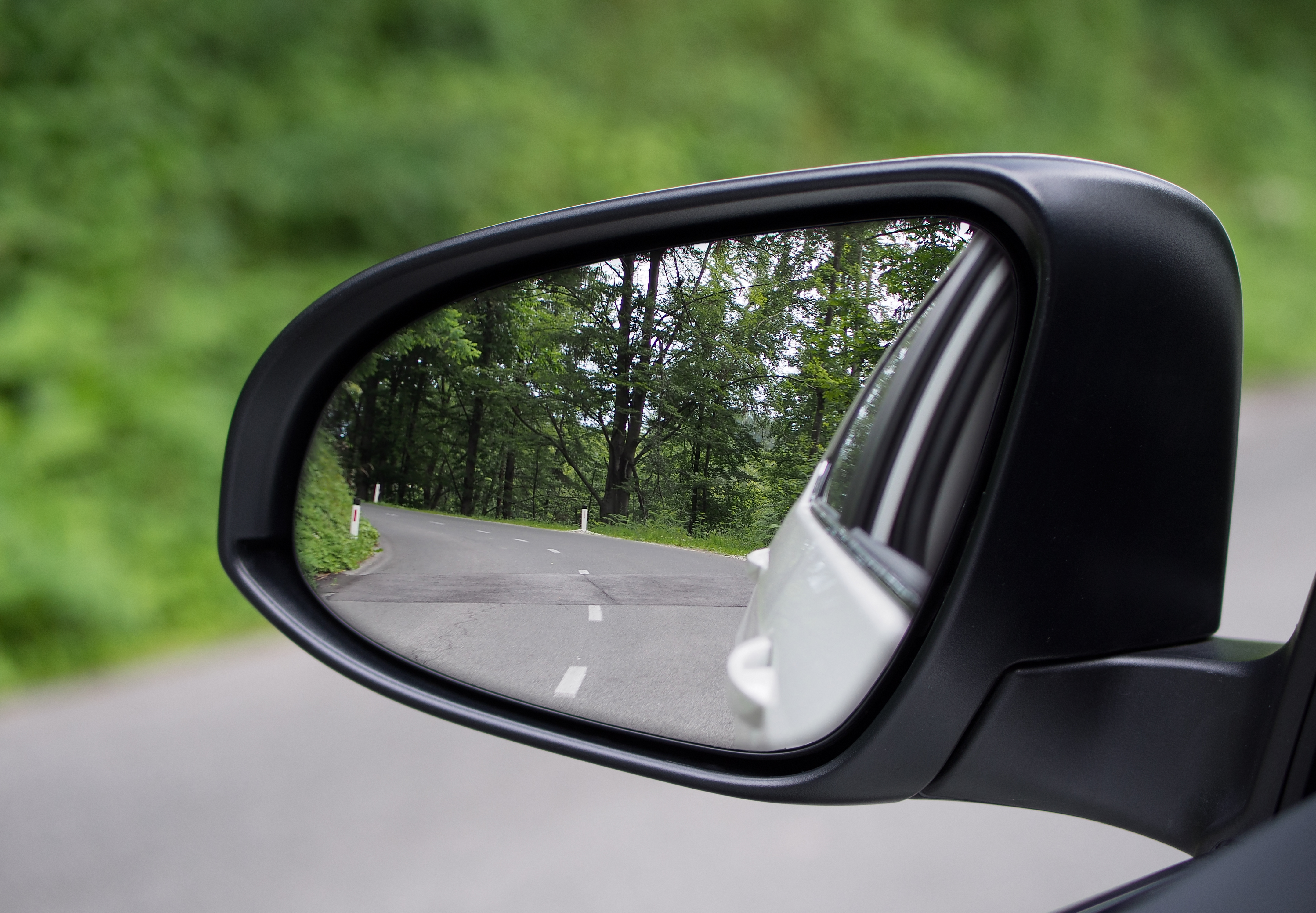
Retrovisor exterior de doble perfil. La gran superfície convexa interior està separada de la petita superfície asfèrica exterior.

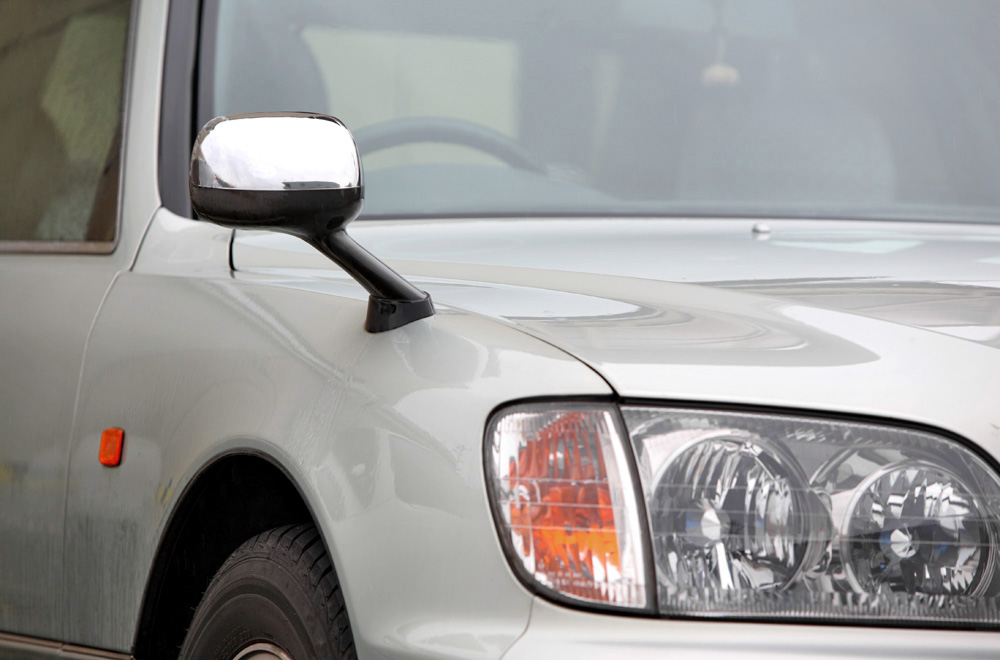
Retrovisor sobre el lateral del capó en un Toyota Celsior

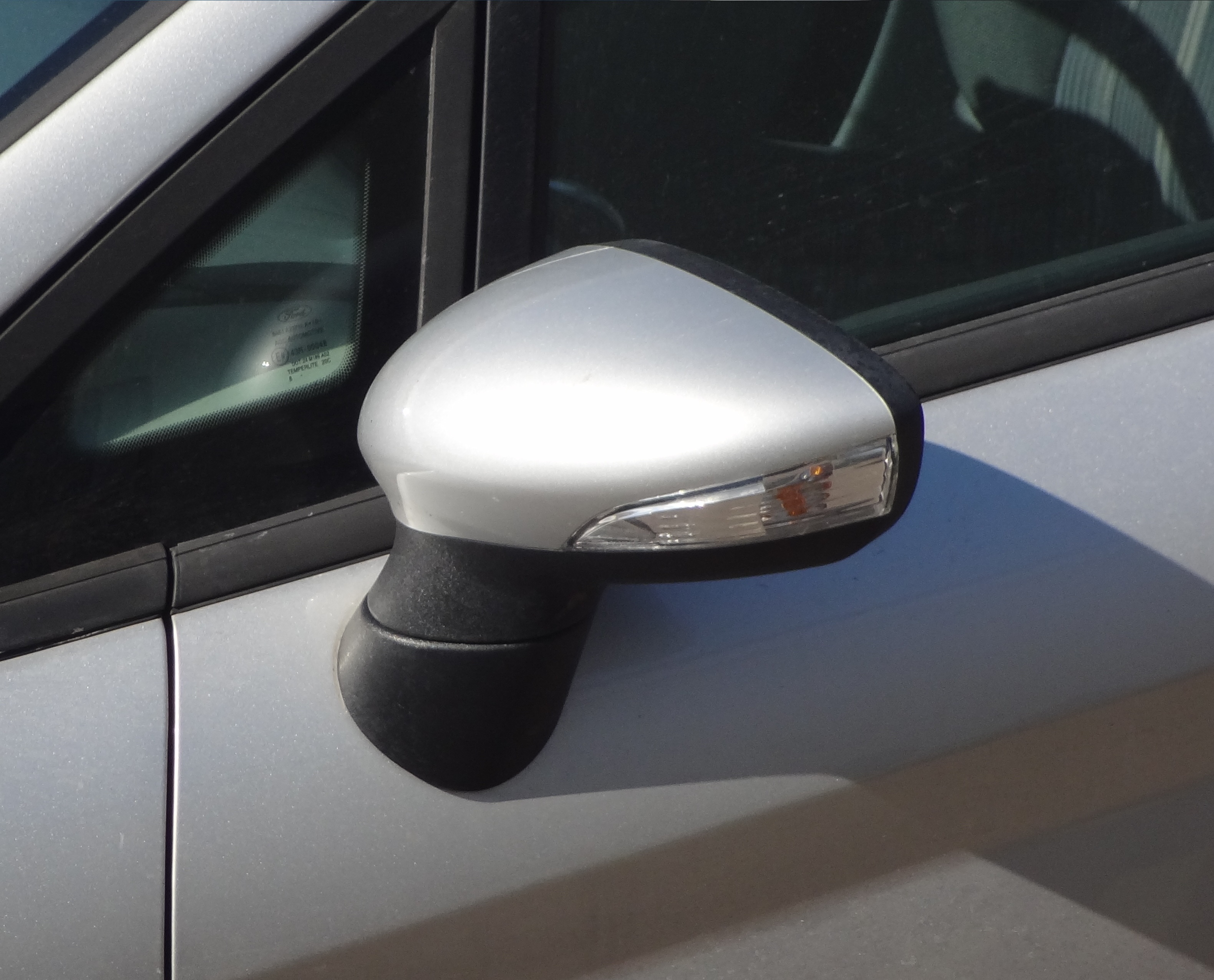
Retrovisor exterior amb intermitent

Un mirall retrovisor exterior (o retrovisor lateral), és un mirall que es col·loca a l'exterior dels vehicles motoritzats per ajudar el conductor a veure les àrees situades darrere i als costats del vehicle, fora de la zona de visió perifèrica del conductor (en els anomenats "punts cecs").
El mirall és equipat amb ajustament vertical i horitzontal manual o remot a fi de proporcionar cobertura adequada a conductors de diferent alçada o posició de conducció. L'ajustament remot pot ser mecànic mitjançant cables o pot ser elèctric mitjançant motors. El vidre de mirall també pot estar escalfat elèctricament i pot incloure electrochromic dimming per reduir l'enlluernament del conductor pels fars dels vehicles que venen pel darrere.
Cada cop més els miralls retrovisors laterals incorporen l'intermitent del vehicle, atesa l'evidència que són més eficaços en aquesta posició que sobre els laterals del vehicle.

## Retrovisor del costat del passatger
Inicialment la majoria de carreteres només tenien un carril en cada sentit, de manera que els conductors només havien d'estar atents al trànsit del seu carril situat directament darrere seu. Per aquesta raó, la majoria dels automòbils només tenien el retrovisor del conductor, mentre que el retrovisor del costat del passatger era només una opció addicional.

## Planar, convex, asfèric
Els retrovisors exteriors poden tenir miralls plans, convexos o asfèrics. Sovint són combinacions de diferents tipus, per donar la màxima visibilitat al conductor.
A causa de la distància de l'ull del conductor, un camp útil de vista pot ser aconseguit només amb un mirall convex o asfèric. Tanmateix, la convexitat també disminueix la mida dels objectes mostrats, per la qual cosa els objectes semblen més més llunyans del que realment són, la qual cosa ha de ser tinguda en compte pel conductor. De fet, en alguns països com Estats Units, Canadà o Corea el Sud, els miralls convexos incorporen una llegenda que recorda que els objectes poden estar més propers del que sembla.
La majoria de miralls retrovisors laterals poden ser plegats a mà o elèctricament per protegir-los quan el cotxe és aparcat o quan passa per un túnel de rentatge.